# Jászkeszeg
A jászkeszeg (Leuciscus idus) a sugarasúszójú halak (Actinopterygii) osztályának pontyalakúak (Cypriniformes) rendjébe, ezen belül a pontyfélék (Cyprinidae) családjába tartozó faj.
A Magyar Haltani Társaság által kiírt közönségszavazáson 2021-re az év halának választották.

## Előfordulása
A jászkeszeg a nagyobb folyókat és tavakat kedveli, a középhegységi patakokban ritkábban fordul elő. Nyugat-Németországtól Szibériáig megtalálható. Magyarországon gyakori. Európa több országába, valamint az Amerikai Egyesült Államokba díszhalként betelepítették.

## Megjelenése

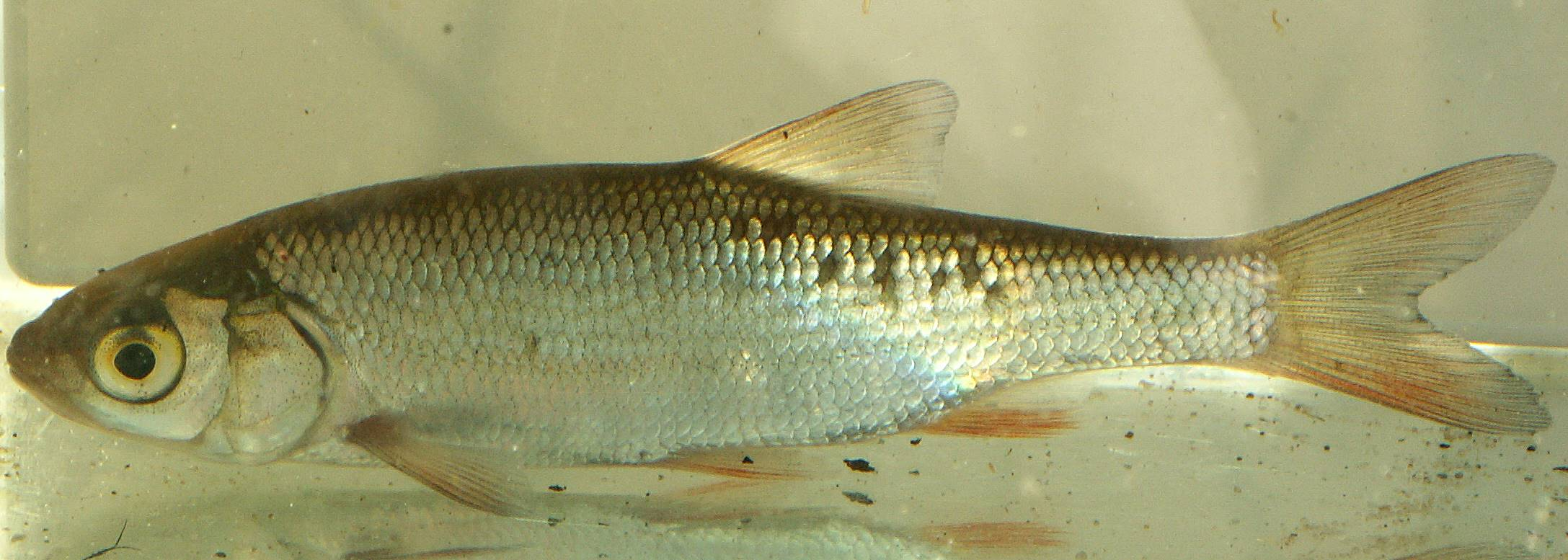
Tíz centiméteres jászkeszeg

A hal testhossza 30-50 centiméter, legfeljebb 85 centiméter és 4 kilogramm. 55-61 kicsi pikkelye van az oldalvonal mentén. A mell, a has és a farok alatti úszói vörösek, hát és farokúszója pedig barnás. 47 csigolyája van.

## Életmódja
Rajhal, amely nyáron a felszín közelében tartózkodik, és télen a fenékre húzódik. A fiatal példányok állati és növényi planktonnal táplálkoznak, míg a felnőttek férgeket, apró rákokat, rovarlárvákat és kisebb puhatestűeket esznek. Legfeljebb 18 évig élhet.

## Szaporodása
Április és június között ívik. A homokos vagy kavicsos partszakaszokon rakja le ikráit. A nőstény nagyságától függően 40 000-115 000 ikra lehet. 3-4 évesen válik ivaréretté.

## Halászata
A jászkeszeget ipari mértékben halásszák. A városi akváriumok is tartják. Magánakváriumoknak nem ajánlott.
Tilalmi időszak: 04.17-05.31 közötti időszak!

## Etimológiája
A jászkeszeg elnevezés feltehetőleg nem áll összefüggésben a jász népcsoporttal. Míg utóbbi eredete óorosz, végső soron pedig iráni eredetű, addig a jászkeszeg jász elnevezése feltehetőleg a délszláv nyelvekből került át a magyarba. A jász elnevezés tisztázatlan, de több délszláv nyelvben is fellelhető. A keszeg eredete már egyértelműbb finnugor eredetet mutat. A kesze tő finnugor korból származik, a keszeg pedig ebből alakulhatott ki, melynek jelentése sovány vagy vézna. A lekicsinylő jelző oka, hogy a sovány, szálkás keszeget nem sokra becsülhették.